# Hạc thành

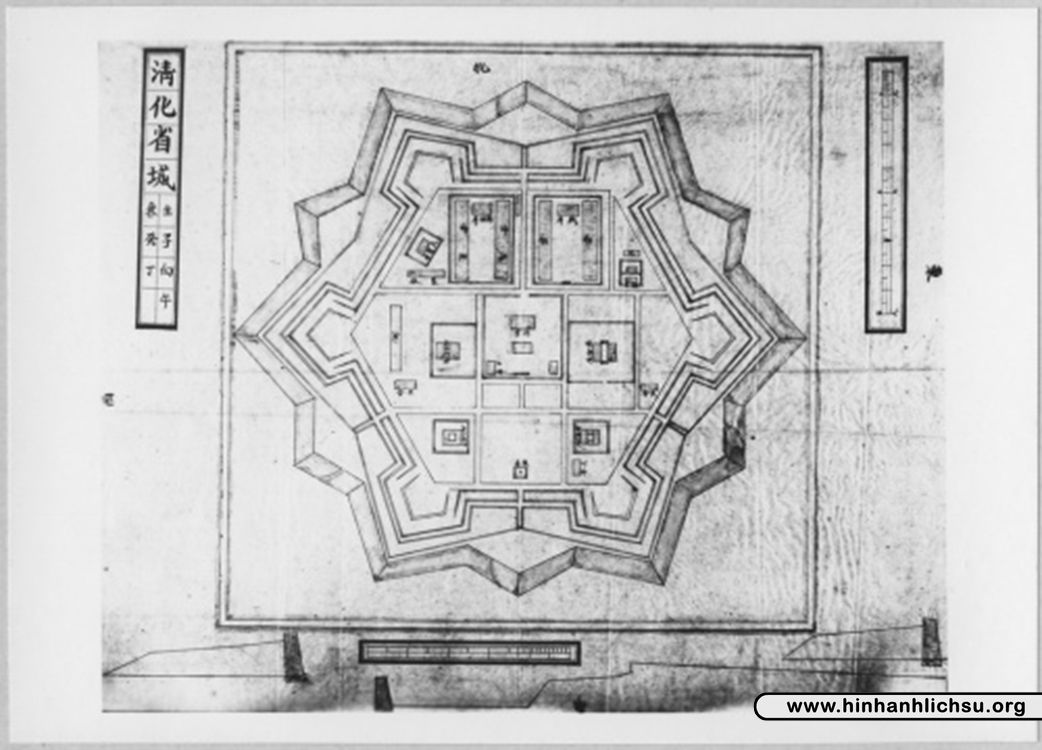
Bản vẽ thành Thanh Hóa

Hạc thành hay thành Thọ Hạc, còn gọi là Trấn thành Thanh Hóa, thành cổ Thanh Hóa, là một thành lũy được xây dựng ở Thanh Hóa vào thời nhà Nguyễn. Ngày này, dấu ấn của Hạc Thành là các địa điểm lâu đời ở thành phố Thanh Hóa như Bến Ngự, cửa Tả, cửa Hữu, Đông Phố, Nam Phố, Thọ Hạc, Hạc Thành, Cốc Hạ, Hàng Đồng, Hàng Than, Hàng Hương, kênh nhà Lê...

## Bối cảnh
Sau khi đánh bại nhà Tây Sơn, tháng 6 năm Nhâm Tuất 1802 Nguyễn Ánh lên ngôi vua lập ra vương triều Nguyễn (Triều đại phong kiến quân chủ cuối cùng trong lịch sử Trung đại Việt Nam) lòng vẫn không yên với đất Bắc Hà, nơi có nhiều cựu thần nhà Lê. Sau ngày đăng quang vua Gia Long bàn bạc chia đặt quan chức để cai quản 11 trấn Bắc Thành, bàn phép khoa cử thu hút nhân tài, vỗ về sĩ phu đất Bắc. Trước khi xa giá hồi loan, ông về Nguyên miếu ở trong thành Triệu Tường, thuộc địa phận Quý Hương, Quý Huyện (Quý Hương: Gia Miêu ngoại trung. Quý Huyện: tức huyện Tống Sơn, Hà Trung, Thanh Hoá ngày nay) bái yết tiên tổ.
Truyền thuyết kể: Đêm ấy, một đêm mùa thu se lạnh nơi huyện Tống Sơn. Mưa thu như lưới giăng câu móc ngoài cửa sổ, gió núi ràn rạt thổi về nhà vua bồn chồn không yên. Một suy nghĩ bám riết trong ông: Chọn địa điểm nào để rời thành Tư Phố đặt trấn lị Cho Trấn Thanh Hoa? Đất Thanh Hoá là đất thang mộc, núi sông ngùn ngụt linh khí. Phía Tây bắc Trấn có đất An Tôn, có thành Tây Đô nhưng là nơi đất chật hẹp, hẻo lánh, nơi đầu non cuối nước, hợp với loạn mà không hợp với trị. Phía tây nam có đất Đông phố (huyện Đông Sơn) nhà Tuỳ (589) đã từng chọn đặt quận trị, phía Đông Bắc có đất Duy Tinh (huyện Hậu Lộc) đời Lý (1012) chuyển về nhưng đều không có gốc vững bền.
Thao thức mãi đến tận canh ba nhà vua mệt mỏi, chập chờn đi vào giấc ngủ. Đột nhiên cửa hành cung mở xịch. Một người, mặt mũi khôi ngô, tay dài quá gối, mình như mình hạc, vóc như vóc tiên, toàn thân áo quần trắng muốt tiến đến sụp lạy trước mặt vua tâu: "Biết Bệ hạ đang trăn trở tìm địa điểm dời thành Tư Phố, Thần Bạch Hạc phái tôi đến giúp bệ hạ việc này. Ngày mai khoảng giữa giờ Thìn xin bệ hạ theo tôi định đất. Đó là nơi bền vững muôn đời, loạn có thể giữ, bình có thể trị, dẫu sau này có lần đổ nát nhưng lại hoàn như châu về Hợp Phố". Nhà vua toan hỏi thì người đó chẳng thấy đâu chỉ thấy một ánh hào quang trắng mềm mại tựa ánh trăng ngàn uyển chuyển bay qua rèm cửa. Dìu dịu mùi hương thơm kỳ lạ lan toả khắp nhà. Giật mình tỉnh giấc nhà vua mới biết mình vừa qua một giấc chiêm bao. Nửa mừng nửa sợ nhà vua tự hỏi: Thần Bạch Hạc là vị thần nào, phải chăng đây là thần Chim Lạc, cha ông xưa đã thờ là Chim Tổ, loài linh điểu giang cánh bay trên trống đồng? Như vậy linh khí của núi sông này đã giúp ta tìm ra nơi trấn lỵ cho trấn Thanh Hoa. Sáng hôm sau nhà vua kể lại chuyện trong giấc chiêm bao cho các cận thần, truyền lệnh sẵn sàng xe ngựa chờ Thần linh ứng. Nhà vua còn dặn giữa giờ thìn hễ có người mặc áo trắng đến lập tức phải đón vào bái kiến.
Chưa đến giờ thìn các quan hầu cận đã dõi mắt chăm chú quan sát những con đường dẫn đến Nguyên miếu. Rồi giờ thìn cũng tới. Những lối mòn thấp thoáng trên rặng núi xa xa vẫn chẳng thấy bóng vị thần hay vị tiên nào xuất hiện. Đúng giữa giờ thìn bỗng từ trên không vang vọng xuống tiếng chim lạ. Nhà vua cùng các quan ngửa mặt trông lên. Một con chim Hạc trắng to lớn khác thường cứ bay lượn trước sân nhà vua ngự như có ý đợi chờ. Nhà vua hiểu ra liền lên xe ngự giá. Chỉ chờ thế chim Hạc kêu to liền mấy tiếng rồi bay trước dẫn đường. Đến một vùng đất mới có rất nhiều đầm nước xanh biếc chim Hạc ngừng cánh bay hạ xuống trước xe nhà vua gật gật đầu. Vua chưa kịp đáp lời cảm tạ thì chim Hạc đã vụt bay sang một đầm nước kế bên, thân hình đột nhiên cứ nhỏ dần nhỏ dần hoà lẫn vào các loài chim khác đang tung tăng bơi lội trên mặt nước. Nhà vua phóng tầm mắt bao quát khắp vùng. Quả là nơi sơn thủy hữu tình. Núi sông như đặt bày trên đồng xôi bãi mật. Phía đông có dãy Linh Trường và dãy Trường Lệ làm án. Tả có long sơn long thủy, hữu có hổ phục hổ chầu. Đây chính là vùng đất vua trông đợi bấy lâu nay. Vui mừng khôn xiết nhà vua chỉ tay xuống đất dõng dạc bảo các quần thần: Ta sẽ dựng thành ở chính nơi này. Toà thánh đó gọi là thành Chim Hạc.
Vùng đất mà nhà vua quyết định dựng thành bây giờ là Thành phố Thanh Hoá, tỉnh lị của xứ Thanh ngày nay.

## Quy mô

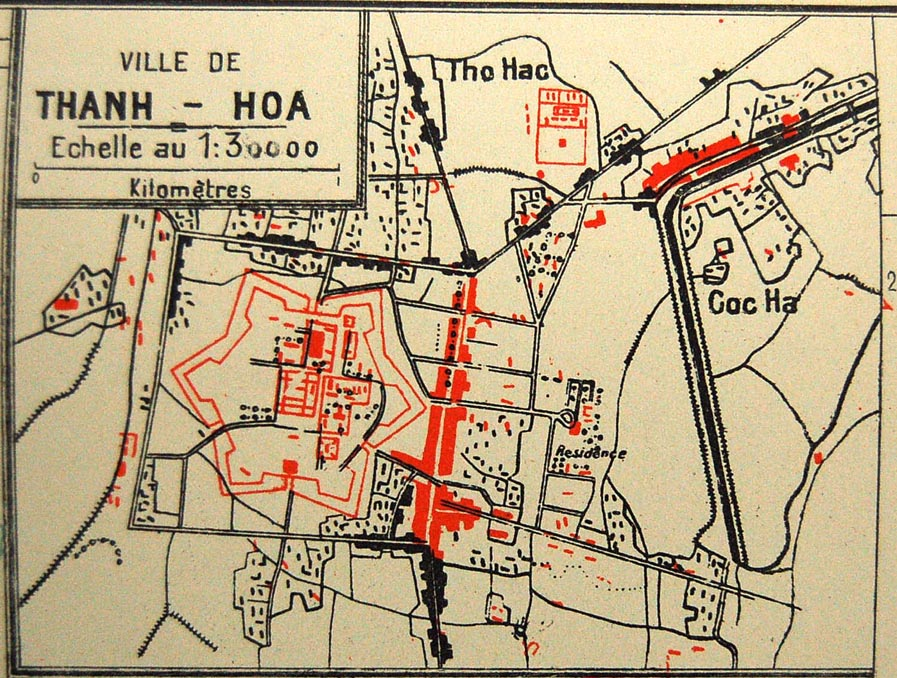
Bản đồ thành phố Thanh Hóa vẽ năm 1909, thể hiện vị trí thành Thọ Hạc màu đỏ, có 6 góc, ở giữa.

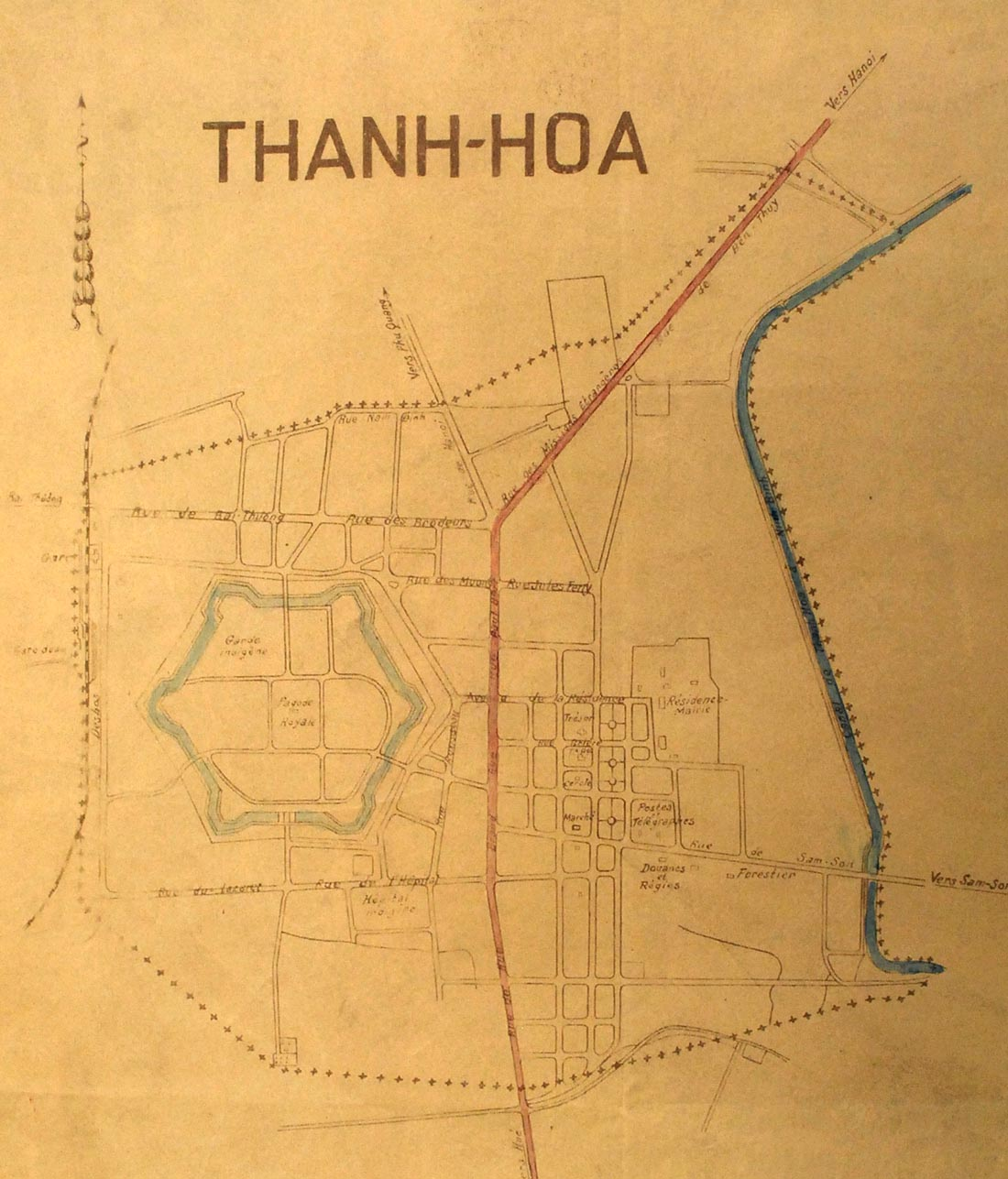
Bản đồ thành phố Thanh Hóa trước 1930, thể hiện vị trí thành Thọ Hạc màu xanh, có 6 góc, ở giữa.

Năm 1804, vua Gia Long hạ chiếu chỉ di dời lị sở của trấn Thanh Hoá từ làng Dương Xá, xã Thiệu Dương, huyện Thiệu Hóa đến làng Thọ Hạc, huyện Đông Sơn, đồng thời tiến hành xây dựng thành trấn lị. Trấn thành Thanh Hóa hình lục lăng, có chu vi 630 trượng (gần 2,6 km), cao 1 trượng (4 m), có hào bao quanh mặt ngoài. Thành mở 4 cửa: Cửa tiền phía Nam, cửa hậu phía Bắc, cửa tả phía Đông Nam, cửa hữu phía Tây Nam. Trong Thành là nơi ăn ở, trị vì của các quan đầu tỉnh.
Về Hạc Thành, Đồng Khánh dư địa chí viết: Thành tỉnh ở địa phận xã Thọ Hạc huyện Đông Sơn. Thành xây bằng gạch đá, chu vi 630 trượng (có lẽ 2960 m), cao 1 trượng (Có lẽ là 4,7 m), có 4 cửa, hào rộng 9 trượng 3 thước (có lẽ 43,7 m) sâu 7 thước (có lẽ 3,3 m). Các vệ Tuyên Vũ, Hùng Vũ, Nhuệ Vũ bao vòng phía trước; Quảng Vũ, Nghĩa Vũ bao vòng phía sau; Túc Vũ, Công Vũ bao vòng bên trái; Trang Vũ, Kiện Vũ, Cương Vũ bao vòng bên phải. Đồn thủy quân ở địa phận Nam Ngạn, hai vệ Tả, Hữu đóng ở đây. Đàn Xã tắc ở phía tây bắc thành. Đàn Tiên Nông ở phía đông nam thành. Đàn Sơn xuyên ở phía tây nam thành. Văn miếu ở phía đông bắc thành. Miếu Hội đồng ở phía nam thành. Vũ miếu ở phía tây thành. Học xá ở phía nam thành. Trường thi ở phía đông bắc thành.
Giống như các hào lũy xây dựng đầu triều Nguyễn Gia Miêu, thành có kiến trúc Vauban. Kiểu cấu trúc phòng ngự lợi hại, từng được thử thách ở Diên Khánh trước quân Tây Sơn (và ở Quy thành Sài Gòn trước chính quân đội Nguyễn).
Thời thuộc Pháp, tỉnh Thanh Hoá thuộc quản lý của triều đình Huế, có dinh công sứ Pháp bên ngoài Hạc Thành; trong thành có các chức quan đầu tỉnh là Tổng đốc, Bố chính và Án sát.

## Ngày nay
Ngày nay, khu vực của đường Hạc Thành nằm ở vị trí phường Tân Sơn và Điện Biên, là nơi tập trung nhiều các cơ quan công sở quan trọng. Các đường phố ở khu vực Hạc Thành gồm có:
- Đường xuyên tâm: Đường Hạc Thành chạy theo hướng bắc - nam, đại lộ Lê Lợi chạy theo hướng đông - tây.
- Đường theo chu vi: nửa phía đông của cửa Tiền nay là phố Cửa Tiền; cửa tả (phía đông nam) nay là một phần phố Lê Hồng Phong; cửa hậu nay gồm phố Hàng Đồng (phía đông bắc), một phần phố Triệu Quốc Đạt (phía bắc). Các phần chu vi còn lại của thành nay nằm giữa các khu dân cư.
- Các đường phố khác: phố Cửa Tả chạy theo hướng đông đông nam giao với phố Lê Hồng Phong tại vị trí Cửa tả cũ; phố Cửa Hữu chạy theo hướng tây từ điểm giao với đường Dương Đình Nghệ đến vị trí Cửa hữu cũ rồi chạy tiếp đến điểm giao với đường Hạc Thành.